# Деміївський трамвайний парк
50°23′53″ пн. ш. 30°30′31″ сх. д. / 50.397995° пн. ш. 30.508685° сх. д.
Деміївський трамвайний парк  — колишнє депо Київського трамвая. Обслуговувало приватну лінію Деміївського трамвая.

## Історія
Парк Деміївського трамвая було відкрито у червні 1910 року, одночасно із відкриттям руху. Спершу обслуговувало виключно лінію «річка Либідь-Голосіїв». Депо складалося власне із електростанції та будівлі майстерень на 2 канави та 4 вагони. Розташовувалося біля кінцевої «Голосіїв» за адресою Васильківська,74.
1913 року було прокладено ще 2 гілки — до Лисої гори та Саперної слобідки.
1919 року робота Деміївського трамвая припинилася. 1922 року усе майно, в тому числі вагони, було передано місту.
1926 року Деміївську лінію було відновлено (гілки до Саперної слобідки та Лисої гори відновлені не були) з включенням у загальноміську мережу, натомість приміщення колишнього депо 1927 року було використане для Всесоюзного трамвайного музею, що діяв до 1941 року, був розграбований під час війни і більше не відновлювався.
Споруда депо існувала до середини 1950-х років. Нині на місці колишнього депо будується Житловий комплекс Silver House (Голосіївський проспект 74).

## Рухомий склад
Використовувалися двовісні моторні вагони фірми MAN 1904 року випуску у кількості 7 одиниць — 6 пасажирських та 1 вагон-люкс для особистих поїздок власника лінії Давида Марголіна. На Деміївській лінії експлуатувались із 1910 по 1919 роки, із 1922 по 1934 роки працювали на інших лініях Київського трамвая.
Вагон-люкс до середини 1950-х років використовувався як вагон-лабораторія.